# جانلوکا فارینا
جانلوکا فارینا (به انگلیسی: Gianluca Farina) (زادهٔ ۱۵ دسامبر ۱۹۶۲) شناگر اهل ایتالیا است.